# 綾崎りっか
綾崎 りっか（あやさき りっか、2月20日 - ）は、日本の画家、ラジオ・パーソナリティー。

## 来歴・人物
東京都墨田区出身。デザイン学校を卒業。身長156cm（1984年当時）、血液型A型。
TBSラジオ『歌うヘッドライト』のパーソナリティーとして活躍後、趣味の絵画を生業とするようになり、1999年からフランス・パリに在住し、創作活動を行っている。

## 出演

### ラジオ
- いすゞ歌うヘッドライト〜コックピットのあなたへ〜 火曜日（TBSラジオ、1977年2月 - 1984年3月） - パーソナリティー
- 5スイート・キャッツ（TBSラジオ、1977年） - 案内役

### テレビアニメ
- ピュア島の仲間たち - ナレーション